# François Lambert (entrepreneur)
 (octobre 2021).
François Lambert, né le 25 juin 1967 à Montréal, est un entrepreneur, homme d'affaires, auteur, conférencier et agriculteur québécois. 

## Biographie
François Lambert est détenteur d'un baccalauréat en administration de l’Université du Québec en Outaouais. Il déclare provenir d'une famille très pauvre.
En décembre 2006, il cofonde l’entreprise Atelka, un important centre d’appels au Canada.  Il a également cofondé l’entreprise Aheeva, une entreprise œuvrant dans le domaine des technologies de logiciels, présente dans 75 pays. Il a investi dans plusieurs entreprises dont Boostmi, une application d'assistante routière et Acier Saint-Jérôme inc., une entreprise spécialisées dans la distribution d'acier, d'aluminium et d'autres métaux.
Il est membre de l'Union des producteurs agricoles.
Il est père de deux enfants et vit à Montréal et en Outaouais, où il possède une ferme,,.

### Télévision et téléréalité
Il participe à l’émission Un souper presque parfait en 2011, 2012 et 2017 sur la chaîne Noovo.  
De 2012 à 2014, il a participé à l’émission Dans l'oeil du dragon sur ICI Radio-Canada Télé. En 2021, il a participé à l’émission Big Brother Célébrités, la version québécoise de Celebrity Big Brother, il était de la finale de cette télé-réalité.
En 2018, il sème la controverse en affirmant qu'une famille peut vivre avec un budget alimentaire de 75$ par semaine,,,.
À l'hiver 2025, il a participé pour une deuxième fois à l'émission Big Brother Célébrité (Québec) lors de la cinquième saison "Champions vs recrues" .

## Émissions
- 2021 : Big Brother (Québec)
- 2012 à 2014 : Dans l'oeil du dragon
- 2011, 2012 et 2017 : Un souper presque parfait
- 2025: Big Brother (Québec)

## Publications
- 2019 : À prendre ou à laisser : les conseils d'un dragon pour réussir : Les Éditions Goélette -  (ISBN 978-2-89800-093-5)
- 2018 : Qu’est-ce que j’en pense ? : Les éditions Goélette -  (ISBN 978-2-89690-990-2)
- 2017 : L'entrepreneuriat, c'est difficile. Point : Les Éditions Goélette -  (ISBN 978-2-89690-900-1)